# 유상 하중비
유상 하중비는 페이로드의 제작과 엔지니어링에 사용되는 공식이다. 공식은 로켓의 총 질량을 페이로드의 질량으로 나눈 값이다. 여기서 나눌 때 연료도 합쳐서 공식의 변수에 수를 대입하여 공식을 구한다.

## 공식
{\displaystyle {\text{ 로 켓 의  총  질 량 : 페 이 로 드 의  질 량 }}}

## 같이 보기
- 치올콥스키 로켓 방정식